# Herenstraat 102 (Voorburg)
Herenstraat 102 is een gemeentelijk monument in Voorburg in de Nederlandse provincie Zuid-Holland. Het pand is gebouwd in 1888. De architecten van het huis zijn B.F. van der Heijden en B. Klumper. Het huis is ingeschreven in het gemeentelijk monumentenregister onder nummer 1916/G052 op 25 augustus 1987. Het monument valt onder het beschermd dorpsgezicht Voorburg. De huidige bestemming van het pand in een schoonheidsinstituut.